# Stefan Markus
Stefan Samuel Markus (* 16. Juli 1884 in Zürich; † 8. Februar 1957 ebenda) war ein Schweizer Filmproduzent, Journalist und Drehbuchautor.

## Werdegang
Die Studien in Literatur, Geschichte und Nationalökonomie in Berlin und Zürich beendete Stefan Markus 1909 mit dem Doktortitel. Im gleichen Jahr begründete er das Freilichttheater Hertenstein in Weggis und begann Dramen und Romane zu schreiben. Dazu kam eine journalistische Tätigkeit für schweizerische, deutsche und österreichische Tageszeitungen.
Nach den ersten zwei Filmproduktionen ging Stefan Markus nach Paris, wo er in den nächsten Jahren eine nicht unwesentliche Rolle im französischen Stummfilm spielte. Mit Jeunnes filles à marier produzierte er den ersten in Frankreich hergestellten Langfilm in Farbe. Der Kriegsausbruch führte ihn zurück in die Schweiz.
Der Film Dilemma von 1940 stand unter Stefan Markus Produktionsleitung und wurde in Zürich gedreht. Regie führte Edmund Heuberger, die Filmmusik schrieb  Hans Haug. Produziert wurde der Film von der «Gotthard-Film A. G.» und in der Schweiz über die Verleihfirma «Emelka-Film A.G.» von Ciel Weissmann vertrieben. Die Schauspieler kamen aus den Theater von Basel, Bern, St. Gallen, Luzern, Lausanne und Zürich. Die Filmhandlung. Ein Arzt der gegen Geburtenrückgang und Abtreibung kämpft und trotzdem seiner Tochter die Schwanger ist hilft. Ein paar Tage später stirbt die Tochter und der Vater muss vor das Strafgericht.
Stefan Markus war mit Irène Renée Marguerite Bourquin verheiratet.

## Filmografie
- 1923: Die Flucht ins Paradies
- 1924: Der Rächer von Davos
- 1924: La nuit de la revanche
- 1924: Les cinquante ans de Don Juan
- 1925: La puits de Jacob
- 1926: Le berceau de Dieux
- 1926: Paris, Cabourg, le Caire... et l’amour
- 1927: Sables
- 1928: Der Kampf ums Matterhorn
- 1929: Indizienbeweis
- 1934: Rapt
- 1935: Jeunnes filles à marier
- 1940: Ist Dr. Ferrat schuldig? (Dilemma)
- 1941: Das Menschlein Matthias
- 1941: Der doppelte Matthias und seine Töchter